# Tri Nations 2005 (Rugby League)
Die Tri Nations 2005 waren die dritte Ausgabe des Rugby-League-Turniers Tri Nations und wurden in Australien, Großbritannien und Neuseeland ausgetragen. Im Finale gewann Neuseeland 24:0 gegen Australien und gewann damit die Tri Nations zum ersten Mal.

## Austragungsorte
| Stadt        | Stadion             | Kapazität |
| ------------ | ------------------- | --------- |
| Auckland     | Mount Smart Stadium | 30.000    |
| Huddersfield | Galpharm Stadium    | 24.500    |
| Hull         | KC Stadium          | 25.400    |
| Leeds        | Elland Road         | 37.890    |
| London       | Loftus Road         | 18.439    |
| Sydney       | Telstra Stadium     | 83.500    |
| Wigan        | JJB Stadium         | 25.138    |

## Tabelle
|     | Team                   | Spiele | Siege | Unent. | Ndlg. | Spiel- punkte | Diff. | Tabellen- punkte |
| --- | ---------------------- | ------ | ----- | ------ | ----- | ------------- | ----- | ---------------- |
| 01. | Australien             | 4      | 3     | 0      | 1     | 102:84        | + 18  | 6                |
| 02. | Neuseeland             | 4      | 2     | 0      | 2     | 118:120       | - 2   | 4                |
| 03. | Vereinigtes Königreich | 4      | 1     | 0      | 3     | 84:100        | - 16  | 2                |

### Ergebnisse
| 15. Oktober 19:30 | Australien      | 28 : 38 | Neuseeland | Telstra Stadium, Sydney Zuschauer: 28.255 Schiedsrichter: Steve Ganson |
| 15. Oktober 19:30 | (18:18) Bericht |         |            | Telstra Stadium, Sydney Zuschauer: 28.255 Schiedsrichter: Steve Ganson |

| 21. Oktober 20:00 | Neuseeland     | 26 : 28 | Australien | Mount Smart Stadium, Auckland Zuschauer: 15.400 Schiedsrichter: Steve Ganson |
| 21. Oktober 20:00 | (16:8) Bericht |         |            | Mount Smart Stadium, Auckland Zuschauer: 15.400 Schiedsrichter: Steve Ganson |

| 30. Oktober 17:15 | Vereinigtes Königreich | 26 : 42 | Neuseeland | Loftus Road, London Zuschauer: 15.568 Schiedsrichter: Glen Black |
| 30. Oktober 17:15 | (8:24) Bericht         |         |            | Loftus Road, London Zuschauer: 15.568 Schiedsrichter: Glen Black |

| 6. November 18:15 | Vereinigtes Königreich | 6 : 20 | Australien | JJB Stadium, Wigan Zuschauer: 25.004 Schiedsrichter: Tim Mander |
| 6. November 18:15 | (0:8) Bericht          |        |            | JJB Stadium, Wigan Zuschauer: 25.004 Schiedsrichter: Tim Mander |

| 12. November 18:15 | Vereinigtes Königreich | 38 : 12 | Neuseeland | Galpharm Stadium, Huddersfield Zuschauer: 19.232 Schiedsrichter: Tim Mander |
| 12. November 18:15 | (26:0) Bericht         |         |            | Galpharm Stadium, Huddersfield Zuschauer: 19.232 Schiedsrichter: Tim Mander |

| 19. November 18:15 | Vereinigtes Königreich | 14 : 26 | Australien | KC Stadium, Hull Zuschauer: 25.150 Schiedsrichter: Steve Ganson |
| 19. November 18:15 | (8:14) Bericht         |         |            | KC Stadium, Hull Zuschauer: 25.150 Schiedsrichter: Steve Ganson |

## Finale
| 27. November 18:15 | Neuseeland                                                                             | 24 : 0         | Australien | Elland Road, Leeds Zuschauer: 26.534 Schiedsrichter: Steve Ganson |
| 27. November 18:15 | Versuche: Vatuvei (2), Webb, Whatuira Erhöhungen: Jones (3/4) Straftritte: Jones (1/3) | (16:0) Bericht |            | Elland Road, Leeds Zuschauer: 26.534 Schiedsrichter: Steve Ganson |

| 1                  | Brent Webb     |
| 2                  | Jake Webster   |
| 3                  | Paul Whatuira  |
| 4                  | Clinton Toopi  |
| 5                  | Manu Vatuvei   |
| 6                  | Nigel Vagana   |
| 7                  | Stacey Jones   |
| 8                  | Paul Rauhihi   |
| 9                  | Motu Tony      |
| 10                 | Ruben Wiki     |
| 11                 | David Kidwell  |
| 12                 | Louis Anderson |
| 13                 | Shontayne Hape |
| Auswechselspieler: |                |
| 14                 | David Faiumu   |
| 15                 | Roy Asotasi    |
| 16                 | David Solomona |
| 17                 | Ali Lauiti'iti |

| 1                  | Anthony Minichiello |
| 2                  | Matt Sing           |
| 3                  | Mark Gasnier        |
| 4                  | Matt Cooper         |
| 5                  | Brent Tate          |
| 6                  | Trent Barrett       |
| 7                  | Craig Gower         |
| 8                  | Petero Civoniceva   |
| 9                  | Danny Buderus       |
| 10                 | Jason Ryles         |
| 11                 | Luke O’Donnell      |
| 12                 | Craig Fitzgibbon    |
| 13                 | Ben Kennedy         |
| Auswechselspieler: |                     |
| 14                 | Craig Wing          |
| 15                 | Willie Mason        |
| 16                 | Mark O’Meley        |
| 17                 | Steve Price         |